# Euacasta porata
Euacasta porata is een zeepokkensoort uit de familie van de Archaeobalanidae.Nilsson-Cantell.